# Ferdrupt
Ferdrupt är en kommun i departementet Vosges i regionen Grand Est (tidigare regionen Lorraine) i nordöstra Frankrike. Kommunen ligger i kantonen Le Thillot som tillhör arrondissementet Épinal. År 2022 hade Ferdrupt 731 invånare.

## Befolkningsutveckling
Antalet invånare i kommunen Ferdrupt
| Referens: INSEE |